# Deutsche Hochschule für Prävention und Gesundheitsmanagement

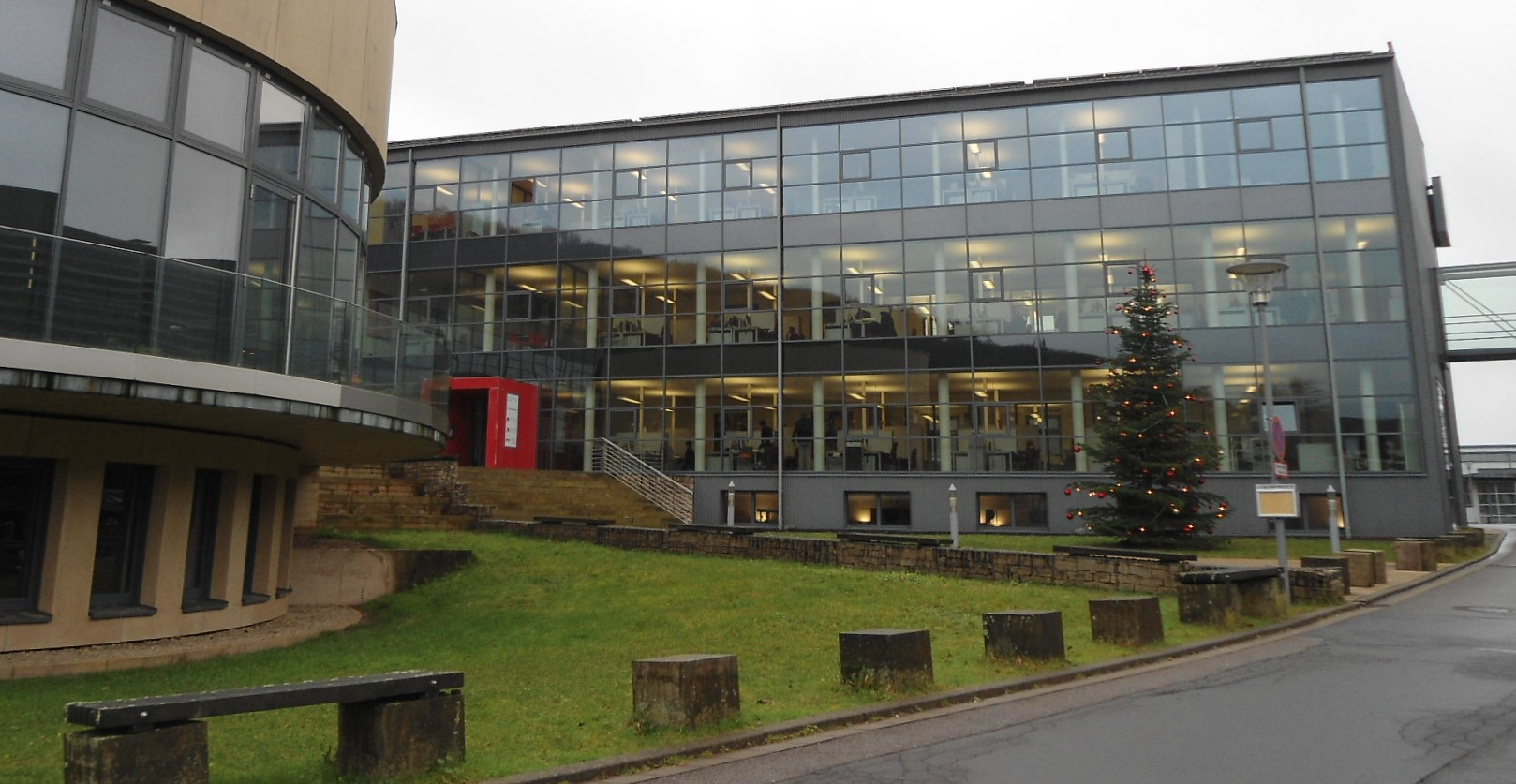
Der Sitz in Saarbrücken

Die Deutsche Hochschule für Prävention und Gesundheitsmanagement (DHfPG) ist eine staatlich anerkannte Fachhochschule in privater Trägerschaft mit Sitz in Saarbrücken und Studienzentren in Deutschland, Österreich und der Schweiz. Sie ist ein Schwesterunternehmen der BSA-Akademie, eines Erwachsenenbildungsinstituts für die Fachbereiche Prävention, Gesundheit, Fitness, Sport und Informatik.

## Geschichte
2001 wurde die BSA-Private Berufsakademie gegründet und 2002 vom Kultusministerium des Saarlandes anerkannt. Sie ist die Vorgängerinstitution.
Der Studiengang „Diplom-Fitnessökonom (BA Saarland)“ wurde 2002 aufgenommen, 2003 folgten der Studiengang „Diplom-Gesundheitsmanager (BA Saarland)“ und 2005 der Studiengang „Diplom-Ernährungsberater (BA Saarland)“. Ab 2006 gab es die Bachelor-Studiengänge Fitnessökonomie, Fitnesstraining, Gesundheitsmanagement und Ernährungsberatung.
2008 folgte die Akkreditierung als staatlich anerkannte private Deutsche Hochschule für Prävention und Gesundheitsmanagement. Danach wurden mehrere Bachelor- und Masterstudiengänge eingeführt.
Am 20. Oktober 2017 wurde sie für weitere zehn Jahre durch den Wissenschaftsrat akkreditiert. Auf Basis der insgesamt dritten erfolgreichen Begutachtung durch den Wissenschaftsrat, der die Bundesregierung und die Regierungen der Länder in Fragen der inhaltlichen und strukturellen Entwicklung der Hochschulen direkt berät, erfolgte mit Wirkung zum 1. Januar 2018 die Erteilung der unbefristeten staatlichen Anerkennung der DHfPG durch die zuständige Staatskanzlei des Saarlandes.

## Angebote
Die Hochschule bietet sieben Bachelor-Studienabschlüsse sowie vier Master-Studienabschlüsse. Die kompakten Lehrveranstaltungen des Studiums können sowohl an einem der elf Studienzentren in Deutschland (Berlin, Düsseldorf, Frankfurt, Hamburg, Köln, Leipzig, München, Saarbrücken, Stuttgart), Österreich (Wien) und der Schweiz (Zürich) beim Kooperationspartner der DHfPG, der SAFS Hochschule, als auch in digitaler Form absolviert werden können. Seit 2018 bietet die DHfPG in Zusammenarbeit mit der Universität des Saarlandes ein Graduiertenprogramm an.
Der MBA-Studiengang Sport-/Gesundheitsmanagement sowie das Graduiertenprogramm wird in einer Kooperation zwischen der Universität des Saarlandes und der DHfPG durchgeführt. Die Hochschule unterhält ein weites Netz aus Kooperationspartnern (u. a. Deutsches Krebsforschungszentrum, Technische Universität München, Universitätsklinikum und Medizinische Fakultät der Universität Heidelberg).

## Auszeichnungen
- 2005 „Innovation des Jahres“ durch den Fachverband „Forum DistancE-Learning“[7]
- 2022 Testsieger (Service, Angebot) unter den privaten Hochschulen im Bereich Gesundheit des (kommerziellen) Deutschen Institut für Service-Qualität[8]